# 格罗塔佐利纳
格罗塔佐利纳（義大利語：Grottazzolina），是意大利费尔莫省的一个市镇。总面积9.25平方公里，人口3339人，人口密度361.0人/平方公里（2009年）。ISTAT代码为044024。